# Москосо-и-Перальта, Хуан Мануэль
 Хуан Мануэль Москосо-и-Перальта (исп. Juan Manuel Moscoso y Peralta; 6 января 1723, Арекипа — 24 июля 1811, Гранада, Испания) — католический прелат, епископ Кордовы дель Тукумана с 17 июня 1771 года по 28 сентября 1778 год, епископ Куско с 28 сентября 1778 года по 3 августа 1789 года, архиепископ Гранады с 3 августа 1789 года по 24 июля 1811 года.

## Биография
Хуан Мануэль Москосо-и-Перальта родился 6 января 1723 года в городе Арекипа. С 1739 года обучался в Лиме в королевской коллегии святого Мартина, после чего обучался в Куско, где получил научную степень доктора богословия. В 1748 году женился и через год у него родился сын. В 1751 году овдовел, после чего решил посвятить себя религиозной деятельности. В 1755 году был рукоположён в священника.
15 октября 1769 года был выбран вспомогательным епископом Арекипы. Это избрание было утверждено Святым Престолом 12 марта 1770 года и в этот же день он был назначен титулярным епископом Трикомии. В 1771 году Хуан Мануэль Москосо-и-Перальта был рукоположён в епископа. Рукоположение совершил епископ Ла-Паса Грегорио Франсиско де Кампос.
17 июня 1771 года Римский папа Климент XIV назначил Хуана Мануэля Москосо-и-Перальту епископом Кордовы дель Тукумана (сегодня — Архиепархия Кордовы). 28 сентября 1789 года был назначен епископом Куско.
Во время восстания под руководством Тупак Амару II Хуан Мануэль Москосо-и-Перальта был его советником, за что в 1774 году вице-король вызвал его в Лиму и приказал ему покинуть Перу. В Испании 3 августа 1789 года его назначили архиепископом Гранады.
Скончался 24 июля 1811 года в Гранаде.

## Награды
- 30 марта 1794 года был награждён Орденом Карлоса III.